# Matoušova
Matoušova je ulice v Praze na Smíchově spojující ulice Štefánikova a Zborovská a protínající ulici Preslova.

## Současný název
Ulice je pojmenována po Zdeňku Matoušovi, posledním soukromém majiteli přilehlého paláce Portheimka a jeho zahrady, který byl popraven nacisty za to, že se nevzdal zahrady na úkor Hitlerjugend.

## Historie a názvy
První zmínky o ulici v mapách nalezneme v plánu z roku 1921, ale pravděpodobně existovala již od roku 1918. Původně se jmenovala Fibichova, podle hudebního skladatele Zdeňka Fibicha, ale v roce 1947 byla přejmenována na název, který nese až dodnes. Zajímavostí je, že v době, kdy se ulice jmenovala Fibichova, nebyla jedinou ulicí v Praze s tímto názvem. Stejnojmenná ulice se, s výjimkou let 1940–1945, kdy se jmenovala Ševčíkova, nacházela, a dodnes nachází, na Žižkově.

## Známé osobnosti
- Ferdinand Peroutka[5] – dnes Matoušova 1286/5, tehdy Fibichova 1286 [6]

## Budovy, firmy a instituce
- Zahrada Portheimka
- Palác Portheimka
- Krajský úřad Středočeského kraje
- Smíchovská tržnice
- Klub Futurum